# Wilhelm Roloff (Widerstandskämpfer)

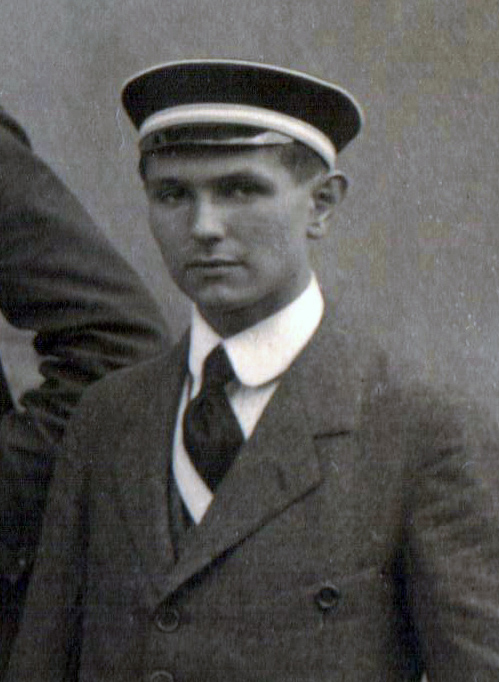
Wilhelm Roloff (1920)

Wilhelm Berthold Thorvald Roloff (* 28. März 1900 in Altona; † 22. Februar 1979 in Toronto, Kanada) war ein deutscher Manager und NS-Gegner.

## Leben
Wilhelm Roloff wurde 1900 als erster Sohn des dänischen Zahnarztes Thorvald Frederick Christian Roloff (1865–1930) und dessen Frau Paula Henriette Johanna Elvers (1878–1959) geboren. Sein Vater stammte aus Odense und übersiedelte, nach einem kurzen Aufenthalt in München, nach Altona und ließ sich dort mit einer eigenen Praxis nieder. Die Mutter war Tochter eines bekannten Zahnarztes aus dem pinnebergischen Blankenese. Die Familie Roloff war wohlhabend, bewohnte ein repräsentatives Anwesen im Altonaer Stadtteil Ottensen und unterhielt gute Beziehungen zu den ersten Familien Hamburgs. Hier wuchs Wilhelm Roloff mit zwei jüngeren Geschwistern auf.
Er besuchte das Realgymnasium Altona und legte dort 1918 das Abitur ab. Seine Militärzeit verbrachte er als Seekadett bei der Kaiserlichen Marine. Nach dem Kriegsende studierte er von 1918 bis 1922 an der Eberhard Karls Universität Tübingen, der Ludwig-Maximilians-Universität München und der Universität Hamburg Medizin. In Tübingen wurde er 1920 Mitglied der Tübinger Burschenschaft Derendingia. Mit ihm waren der spätere Bundesrichter Wilhelm Fließbach, der Journalist Harald Laeuen und der Neurochirurg Otto Voss bei der Derendingia aktiv. Während seiner Aktivenzeit focht er acht Mensuren. Außerdem engagierte er sich auch in der Hochschulpolitik. Roloff war zeitweise AStA-Vorstand in Tübingen und später in Hamburg. Hier machte er sich im Besonderen um die Finanzierung der studentischen Mensa verdient, indem er bei den führenden Hamburger Kaufmanns- und Bankiersfamilien, zu denen er bereits familiär gute Kontakte unterhielt, erfolgreich um Spenden warb.
Der Bankier Max Warburg, ein persönlicher Freund der Eltern Roloffs, empfahl ihm während seiner Zeit in Hamburg, das Medizinstudium aufzugeben und sich der Wirtschaftswissenschaft zuzuwenden. Nachdem er mehrere Semester Medizin studiert hatte, nahm er den Ratschlag Warburgs an und beendete sein Studium ohne einen Abschluss. Stattdessen durchlief er eine kaufmännische Ausbildung in den Niederlanden. Ab 1924 war Wilhelm Roloff Prokurist bei der Nederlandschen Handelsassociatie N.V., Rotterdam. Durch Vermittlung Warburgs wurde er 1929 Finanzdirektor der Vereinigten Seidenwebereien AG in Krefeld. 1934 wurde er schließlich zum Direktor der Nordsee Deutsche Hochseefischerei Bremen-Cuxhaven AG ernannt und bezog den Fichtenhof in Bremen.

### Widerstand gegen den Nationalsozialismus
Alexandra Roloff war eine Tochter des Politikers Werner von Alvensleben und eine Cousine des Widerstandskämpfers Heinrich Graf von Lehndorff-Steinort. Über seinen Schwiegervater kam Roloff in den Kontakt mit bürgerlichen und adligen Oppositionellen. Der Bremer Fichtenhof entwickelte sich in der Folgezeit zu einem Zentrum des bürgerlichen Widerstands in Bremen. Zu den Persönlichkeiten dieses Gesprächskreises auf dem Fichtenhof gehörten neben Roloff und Alvensleben u. a. Kurt von Hammerstein-Equord, Erwin Planck und Nikolaus Christoph von Halem, später auch Hans von Dohnanyi, Hans Bernd Gisevius, Eduard Waetjen, Fabian von Schlabrendorff, Hans Oster und Otto Hübener. Die Hinwendung zum Widerstand hatte nach Aussagen Roloffs mehrere Gründe: zum einen unterhielt die Gestapo sowohl gegen seinen Schwiegervater als auch gegen ihn mehrere Kampagnen, zum anderen bewertete er die Kampagnen gegen die Unilever und die für ihn erkennbare volkswirtschaftliche Fehlentwicklung des Landes als einen schweren Fehler.
1943 verschaffte er dem ehemaligen Diplomaten und Widerstandskämpfer Eduard Brücklmeier eine Anstellung bei der Firma Nordsee GmbH.
Wilhelm Roloff unterhielt zu zahlreichen Oppositionellen Kontakt, unter anderen zu einigen Mitgliedern des Kreisauer Kreises. Er gehörte ebenfalls zu den Mitwissern um das von Stauffenberg geplante Attentat auf Adolf Hitler. Auf einer Liste, die im Safe General Olbrichts gefunden wurde, war Roloff als Staatssekretär im Reichsministerium für Ernährung und Landwirtschaft vorgesehen, was ihm schriftlich zugesichert wurde. Jenes Schriftstück fiel in Folge der Ermittlungen gegen die Mitverschwörer des 20. Juli in die Hände der Gestapo. Auf dieser Liste befand sich auch der Name Brücklmeiers, dem Roloff 1943 eine Anstellung verschafft hatte.
Nach dem gescheiterten Attentat auf Hitler wurde Roloff durch die Gestapo festgenommen und im Zellengefängnis Lehrter Straße inhaftiert. Nach seinem Freitodversuch wurde er in das Staatskrankenhaus der Polizei verlegt und verblieb hier fast vier Monate. Dies war durch den Einsatz des Leiters der Inneren Abteilung, Albrecht Tietze, möglich. Während dieser Zeit arrangierte die Ärztin Charlotte Pommer ein Treffen zwischen Roloff mit seiner Frau Alexandra. Ende November 1944 wurde er schließlich wieder zurück in das Zellengefängnis verlegt. Sowohl Charlotte Pommer als auch Alexandra Roloff wurden wegen ihres Engagement für Verfolgte des nationalsozialistischen Regimes ebenfalls in Berlin interniert. Während der unübersichtlichen Zustände im Rahmen der Schlacht um Berlin konnten beide Frauen fliehen, Wilhelm Roloff wurde am 22. April aus dem Gefängnis entlassen. Ihnen gelang es, mit Fahrrädern gemeinsam nach Bremen zu entkommen.
Aufgrund einer Denunziation bei der britischen Besatzungsmacht wurde Roloff in das Internierungslager Neuengamme verbracht und befragt. Nach einigen Wochen kam er dank eidesstattlichen Erklärungen von mehreren namhaften Oppositionellen und Widerstandskämpfern frei und verließ im Dezember 1946 Deutschland. Bis 1953 lebte er in Äthiopien, ehe er nach Montreal, Kanada übersiedelte.
In Kanada arbeitete Roloff für RCA Victor an der Entwicklung globaler Telekommunikationssysteme. Angeregt durch die FLQ-Krise in Quebec zog er nach Ontario und gründete zusammen mit seiner dritten Frau Gerda ein Beratungsunternehmen. Er starb 1979 in Toronto.

### Familie
Roloff heiratete am 17. März 1923 seine erste Ehefrau Käthe Marie Robinow (1904–1990), die Tochter des angesehenen jüdischen Kaufmanns und Kunstsammlers Paul Robinow (1865–1922) und der Emily Kukla (1883–1967) in Hamburg. Ihr Onkel war der Rechtsanwalt Richard Robinow (1867–1945). Aus dieser Ehe stammte die 1924 geborene Tochter Gisela. Im Jahre 1934 wurde die Ehe einvernehmlich geschieden.
Am 5. Juni 1934 heiratete er die in der Werbebranche tätige Anna Alexandra „Lexi“ von Alvensleben (1910–1968), die älteste Tochter des Politikers Werner von Alvensleben (1875–1947) und Alexandra Gräfin von Einsiedel (1888–1947).
Die Eheleute Roloff hatten einen Sohn namens Michael (1937–2019). Diese Ehe wurde nach dem Krieg ebenfalls geschieden.
Am 1954 heiratete Roloff die Übersetzerin und Gemeindeorganisatorin Gerda Steinkamp (1924–1968). Aus dieser Ehe stammte der 1958 geborene Sohn, Stephen.
Nach Gerdas Tod heiratete Roloff seine vierte Frau Schauspielerin Gisela Marie Gabriele Gräfin Beissel von Gymnich (1921–2001).

## Postume Ehrungen
Im Jahre 2014 wurde Wilhelm Roloff von der Gedenkstätte Deutscher Widerstand als Widerstandskämpfer gegen den Nationalsozialismus geehrt. Sein Foto und biografische Daten können hier aufgerufen und eingesehen werden.